# کوچلک خان
کوچلُک خان یا کوچلوگ سرکردهٔ قوم نایمان بود. کوچلک خان پسر تایانک خان و سرکردهٔ قوم نایمان و هم‌دوران با دودمان خوارزمشاهیان و چنگیز خان بود. وی به سال ۶۰۷ هجری قمری به یاری سلطان محمد خوارزمشاه شتافت و سلطان محمد به کمک او سلسلهٔ قراخانیان را برانداخت. پس از آن کوچلک خان در ترکستان شرقی استقرار یافت تا به سال ۶۱۵ هجری قمری با چنگیز خان جنگ کرد و از کاشغر به سوی بدخشان گریخت و در آن حدود به قتل رسید و دولت نایمان‌ها بدین ترتیب منقرض گردید.

## سیاست دینی
کوچلوگ از قبیله نایمان بود که نسطوری بودند. همسرش، دختر گورخان، بودایی بود و او را متقاعد کرد که آیین بودا را بپذیرد. با این حال، برخلاف سیاست مدارای مذهبی حاکمان قره خیتای قبلی، زمانی که کوچلوگ قدرت را به دست گرفت، گزارش شد که وی سیاست‌های ضداسلامی را ایجاد کرده‌است. به گفته مورخ ایرانی عطاملک جوینی، او از جمعیت مسلمان یک شهر خواسته‌است که بین دو گرویدن به آیین نسطوری یا بودایی یا پوشیدن لباس خیتان یکی را انتخاب کنند، که از میان آن مردم لباس خیتان را انتخاب کردند. همچنین گزارش شده‌است که امام ختن را بر در مدرسه (اسلام) خود مصلوب کرده‌است.
مغول‌ها فراتر از سیاست مدارای مذهبی خود، سعی کردند صلح را بین فرقه‌های مذهبی درون امپراتوری حفظ کنند. به جای اینکه به عنوان یک آرمان بشردوستانه در نظر گرفته شود، از ضرورت استراتژیک ناشی شد. هنگامی که ژنرال مغول جبه نویان، کوچلوگ نایمان را به سمت آسیای مرکزی تعقیب کرد، جمعیت مسلمان از او به عنوان یک آزادیبخش استقبال کردند. تحت حکومت کوچلوگ، که یک بودایی بود، مسلمانان احساس می‌کردند که توسط بودایی‌ها مورد آزار و اذیت قرار می‌گیرند. همان‌طور که میکال بیران نشان داده‌است، بیشتر ظلم‌ها کمتر از انگیزه‌های مذهبی واقعی ناشی می‌شد، بلکه بیشتر از سیاست‌های سکولار کوچلوگ، به ویژه سیاست‌های مالیاتی او ناشی می‌شد.
با شکست کوچلوگ، منطقه به آزار و شکنجه بوداییان بازنگشت. مغول‌ها علاقه ای به درگیر کردن خود در درگیری‌های مذهبی نداشتند. جبه نویان حکم کرد که همه باید از دین اجداد خود پیروی کنند و سعی در آزار و اذیت دیگران به خاطر عقایدشان نداشته باشند. به غیر از دستکاری دین برای مقاصد سیاسی، مغول‌ها در زمان مبارزات انتخاباتی علاقه چندانی به دکترین دینی نشان نمی‌دادند. مؤلفه اصلی سیاست آنها در قبال ادیان این بود که همه از آزادی عبادت در دین مربوط خود برخوردار بودند، اما اگر ثبات امپراتوری یا برتری مغول را تهدید می‌کرد، در آن صورت مغول‌ها هیچ ابایی از واکنش خشونت‌آمیز نداشتند. هیچ دینی نمی‌توانست ادعای برتری معنوی بر کل جهان را داشته باشد، زیرا در تضاد مستقیم با ادعای خود مغول‌ها برای تسلط بر جهان قرار می‌گرفت.

## سقوط و مرگ
کوچلوگ به شهر آلمالیق حمله کرد و قارلق‌های آنجا از چنگیزخان درخواست کمک کردند. در سال ۱۲۱۶، چنگیز ژنرال خود جبه نویان را برای تعقیب کوچلوگ فرستاد. مغول ابتدا به آلمالیق رفت، سپس به سمت پایتخت شهر بلاساغون پیش رفت و در نزدیکی آن یک نیروی قره خیتای متشکل از ۳۰۰۰۰ نفر را شکست داد. کوچلوگ به سمت جنوب به سمت کاشغر گریخت، با این حال، اقدامات قبلی وی در غارت و سوزاندن محصولات کشاورزی در کاشغر زمانی که برای اولین بار شهر را تصرف کرد، سیاست‌های ضداسلامی او و همچنین بیلت‌کشی سربازانش بر روی خانواده‌های محلی، دشمنی با مردم کاشغر داشت. هنگامی که مغولان به کاشغر، کوچلوگ نزدیک شدند، چون نتوانستند در کاشغر حمایتی پیدا کنند، دوباره فرار کردند. به گفته عطاممالک جواینی، مردم کاشغر، سپس سربازان او را کشتند. او در امتداد پامیر به سمت جنوب ادامه داد و سرانجام در سال ۱۲۱۸ به مرز بین بدخشان و واخان رسید. در آنجا گروهی از شکارچیان او را گرفتند و به مغولان سپردند. کوچلوگ را سر بریدند و بر اساس اثر تاریخی چینی تاریخ یوآن سر او در سراسر قلمرو سابقش نمایش داده شد.
دخترش لینقگون خاتون همسر تولی خان شد که برای او پسرش قوتقتو را به دنیا آورد.